# Saint-Christophe (Occitania)
Saint-Christophe è un comune francese di 125 abitanti situato nel dipartimento del Tarn nella regione dell'Occitania.

## Storia

### Simboli
Lo stemma è stato adottato il 27 novembre 2023.

## Società

### Evoluzione demografica
Abitanti censiti